# Edmund Wagenhofer
Edmund Wagenhofer OSB (* 12. März 1944 in Abtenau; Tennengau) ist Benediktiner und ehemaliger Abtpräses der Slawischen Benediktinerkongregation.

## Leben

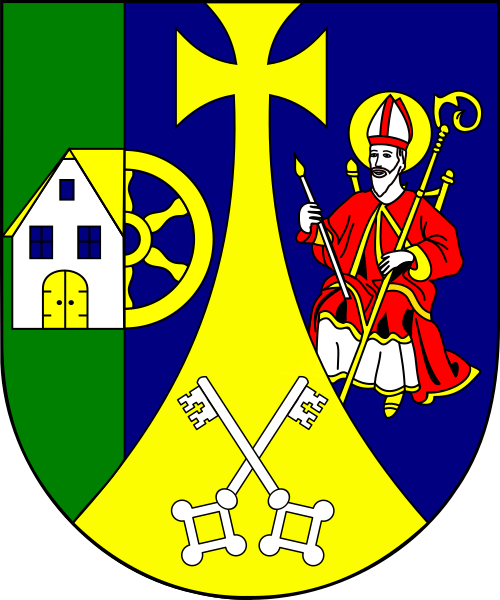
Wappenschild von Erzabt Edmund II. Wagenhofer

Edmund Wagenhofer maturierte 1964 am Humanistischen Gymnasium Borromäum in Salzburg, anschließend studierte er Theologie in Rom und Wirtschaftswissenschaften in Wien. Sein Ordensgelübde legte er 1969 ab. Am 17. Mai 1970 wurde er von Papst Paul VI. in Rom zum Priester geweiht und war anschließend jahrelang Kantor und Wirtschafter (zuerst als Kämmereiadjunkt, dann als alleinverantwortlicher Kämmerer). 1997 wählte ihn der Mönchskonvent von St. Peter als Nachfolger von Franz Bachler auf zwölf Jahre zum 86. Abt und 4. Erzabt des Stiftes St. Peter in Salzburg. Sein Wahlspruch lautet: In Te Domine confido – Auf Dich, o Herr, vertraue ich. 2003 war er gemeinsam mit Propst Rupert Kroisleitner Apostolischer Visitator des Prämonstratenser-Chorherrenstiftes Geras, da Abt Joachim Angerer vorgeworfen wurde, das Stift Geras durch großzügige Renovierungen in die Überschuldung geführt zu haben. Da Erzabt Wagenhofer für eine Wiederwahl am 27. März 2009 nicht zur Verfügung stand, wählten die Salzburger Benediktiner P. Bruno Becker zum neuen Erzabt.
Alt-Erzabt Edmund war seit 2009 vor Ort lebender Prior-Administrator des Priorates Maribor in Slowenien, dessen Leitung ihm schon seit 2005 oblag. Seit 2010 stand er zudem für einige Jahre auch der Abtei Emaus in Prag als Prior-Administrator vor. Am 21. März 2012 bestätigte die römische Ordenskongregation die 2011 erfolgte Wahl von Edmund Wagenhofer zum Abtpräses der Slawischen Benediktinerkongregation. 2018 gelang ihm nach Verhandlungen mit dem Hl. Stuhl die schon länger angestrebte Wiedervereinigung der Abteien Břevnov (Breunau) bei Prag und Broumov (Braunau). Wagenhofers Amtszeit als Präses endete im Oktober 2021 mit der Wahl seines Nachfolgers Jeronim Marin. Im Frühjahr 2024 beendete Erzabt em. Wagenhofer seinen Dienst in Maribor und in der Slawischen Benediktinerkongregation und kehrte nach Salzburg zurück, wo er seit April 2024 als Wallfahrtseelsorger in Maria Plain wirkt.
Wagenhofer war auch Obmann des Katholischen Hochschulwerkes.

## Schriften
- Der heilige Rupert als Patron von Kirchen und Orten. In: Petrus Eder OSB / Johann Kronbichler (Hrsg.), Hl. Rupert von Salzburg. 696-1996. Katalog der Ausstellung im Dommuseum zu Salzburg und in der Erzabtei St. Peter. 16. Mai 1996 – 27. Oktober 1996, Eigenverlag Dommuseum zu Salzburg und Erzabtei St. Peter, Salzburg 1996, S. 213–254. ISBN 3-901162-07-0
- Das Leben im Kloster St. Peter heute. In: Reinhard Rinnerthaler (Hrsg.), Erzabtei St. Peter in Salzburg, Verlag St. Peter, Salzburg 1986, S. 34–41, ISBN 3-900173-48-6.